# Myrioblephara simplaria
Myrioblephara simplaria är en fjärilsart som beskrevs av Swinhoe 1894. Myrioblephara simplaria ingår i släktet Myrioblephara och familjen mätare. Inga underarter finns listade i Catalogue of Life.